# Trautmannsdorf in Oststeiermark
Trautmannsdorf in Oststeiermark ist ein Ortsteil der Gemeinde Bad Gleichenberg mit 877 Einwohnern (Stand 1. Jänner 2014) im Süd-Osten der Steiermark im Bezirk Südoststeiermark.

## Geografie
Trautmannsdorf in Oststeiermark liegt ca. 48 km südöstlich von Graz und ca. 9 km südlich der Bezirkshauptstadt Feldbach im Oststeirischen Hügelland.
Die ehemalige Gemeinde Trautmannsdorf umfasste folgende zwei Ortschaften (in Klammern Einwohnerzahl, Stand 1. Jänner 2024) bzw. Katastralgemeinden:
- Hofstätten (109)
- Trautmannsdorf (698)

## Geschichte

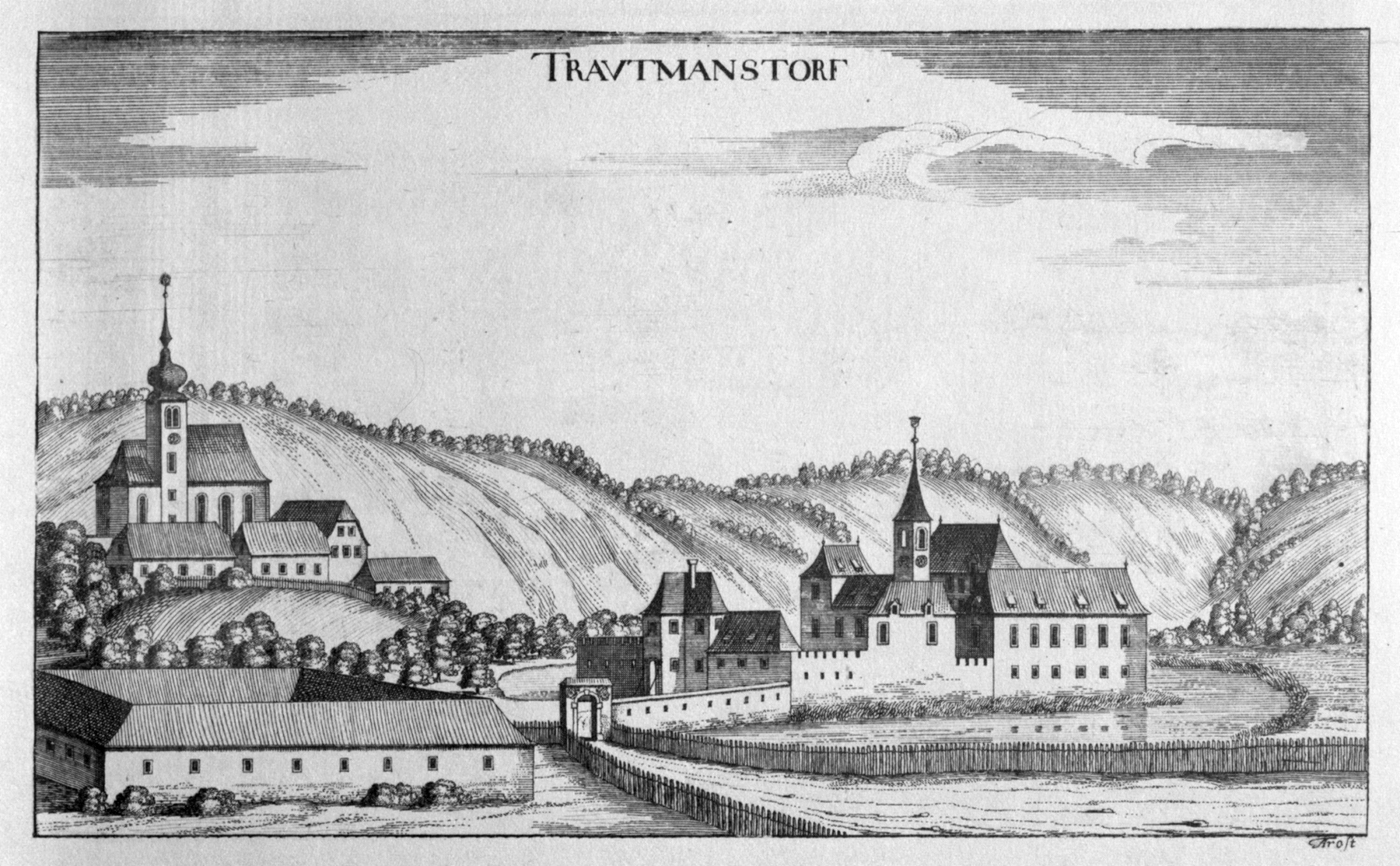
Trautmannsdorf (1681)

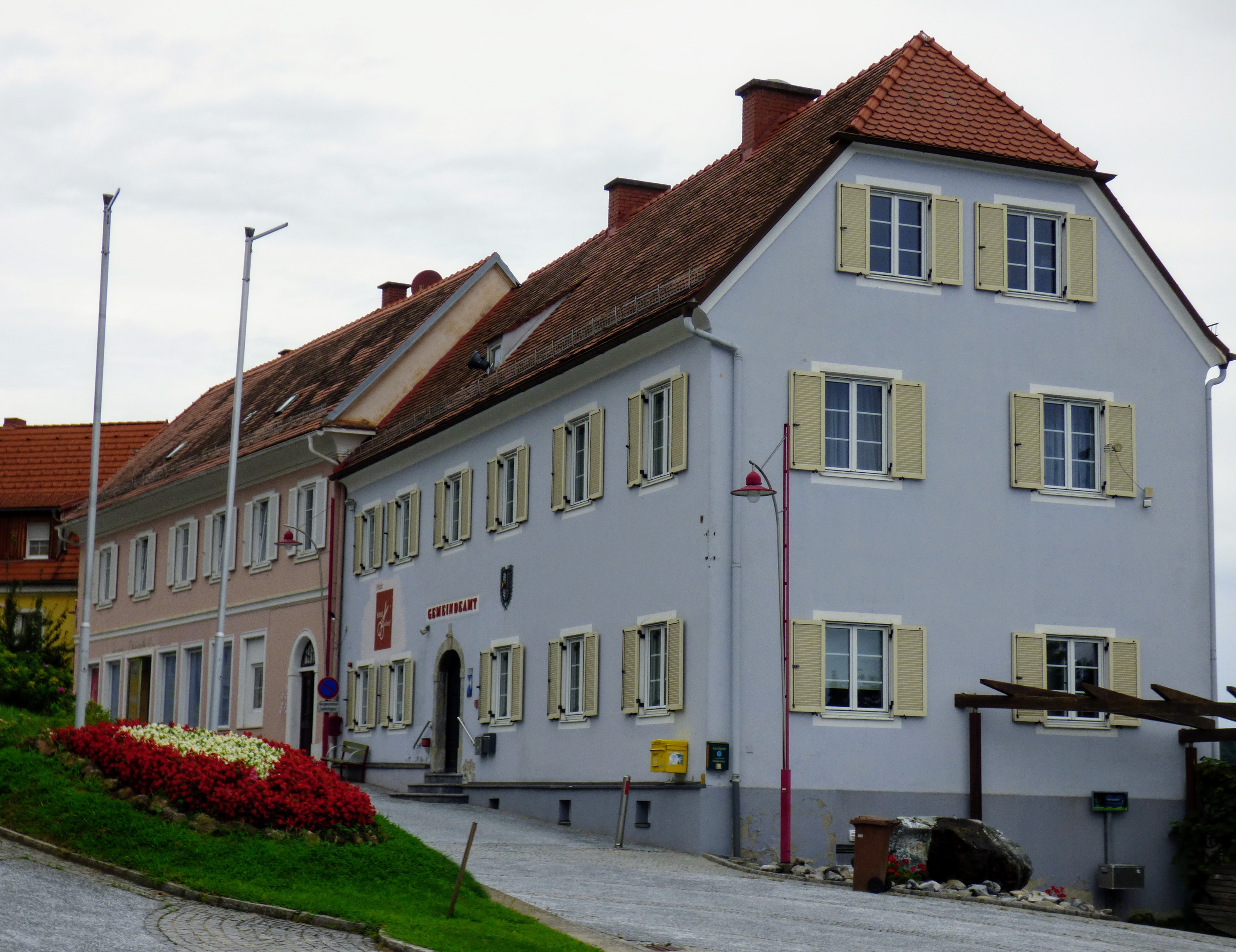
Ehemaliges Gemeindeamt

Trautmannsdorf ist die Wiege des gleichnamigen Adelsgeschlechtes von Trauttmansdorff, dessen Stammbaum bis ins Jahr 984 zurückreicht.
Mit 1. Jänner 2015 wurde Trautmannsdorf im Rahmen der Gemeindestrukturreform in der Steiermark mit den Gemeinden Bairisch-Kölldorf, Merkendorf und Bad Gleichenberg zusammengeschlossen. Die neue Gemeinde führt den Namen „Bad Gleichenberg“.

## Kultur und Sehenswürdigkeiten

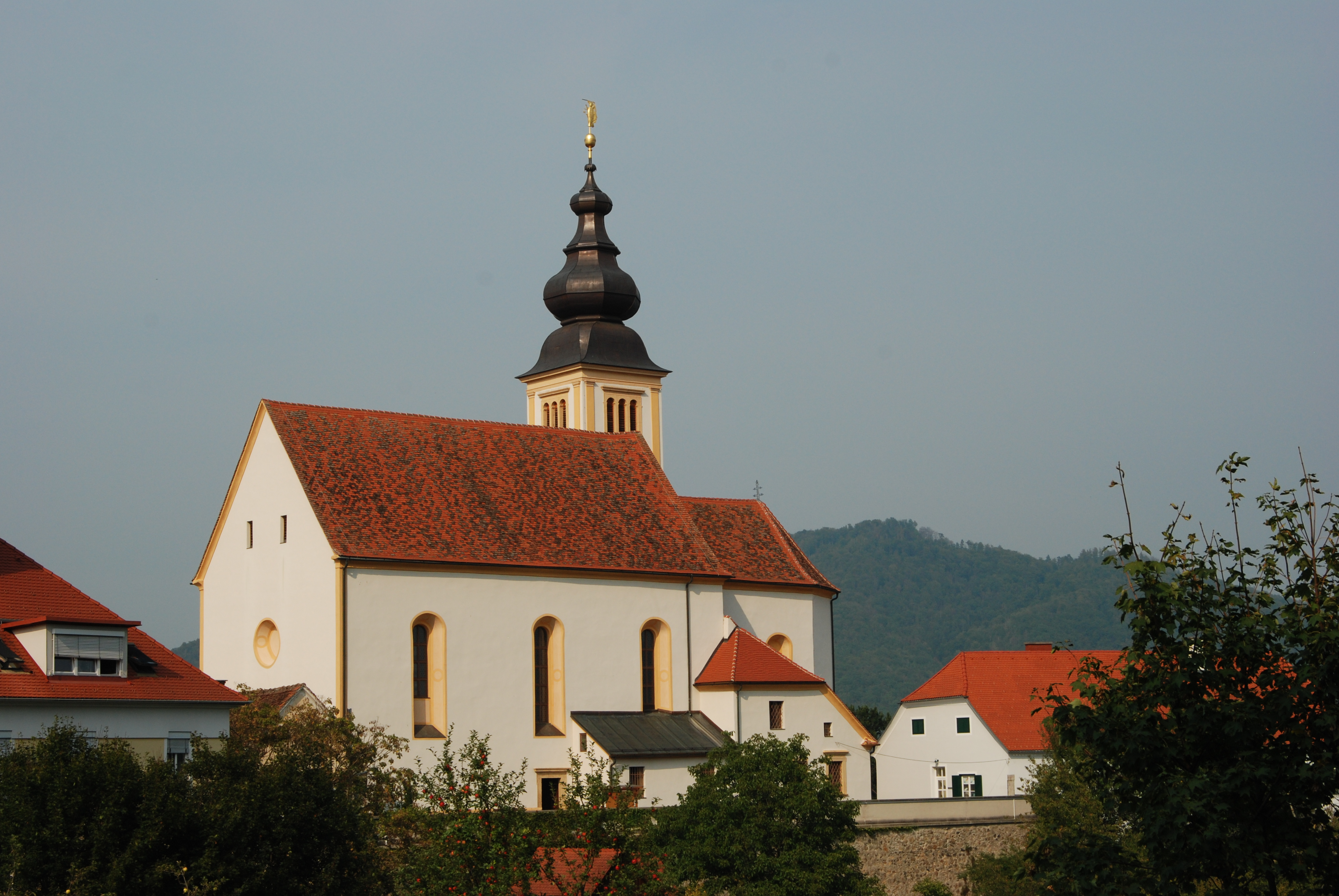
Pfarrkirche Trautmannsdorf

- Pfarrkirche hl. Michael: In der barocken Pfarrkirche befindet sich die Grabstätte des Grafen Herrand von Trauttmansdorff aus dem 13. Jahrhundert.
- Aufbahrungshalle
- Gruftkapelle
- Grabdenkmal Familie Hötzl
- Gedenkstein auf dem israelitischen Friedhof

## Vereine
- Berg- und Naturwacht
- Ensemble Vocativ
- Kirchenchor
- Freiwillige Feuerwehr Trautmannsdorf
- Pfarrgemeinderat
- Österreichischer Kameradschaftsbund Ortsverband Trautmannsdorf
- Katholische Frauenbewegung
- Die Traut´ther (Theatergruppe Trautmannsdorf)
- Trachtenmusikkapelle Trautmannsdorf
- Reitclub Trautmannsdorf/Umgebung
- Seniorenbund Trautmannsdorf
- Bullet Flash Trautmannsdorf (Paintball)
- Jagdgesellschaft
- Tennisverein Trautmannsdorf[3]

## Persönlichkeiten
Söhne und Töchter des Ortes
- Alois Reicht (1928–2022), Postbeamter und Politiker

Mit der Gemeinde verbunden
- Anton Ausserer, österreichischer Naturforscher und Arachnologe, wurde 1889 in Trautmannsdorf begraben.